# Via Verde

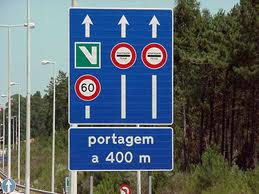
Sinal de identificação de portagem e Via Verde numa auto-estrada. A via situada mais à esquerda é exclusiva para utilizadores do sistema Via Verde.

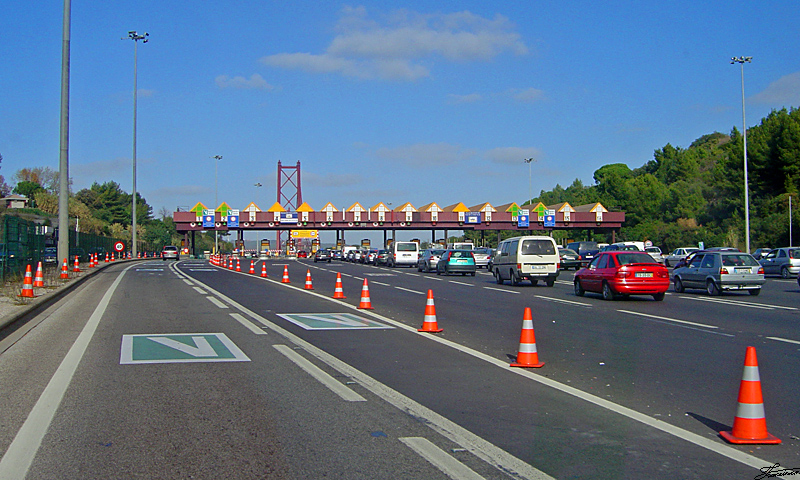
Vias reservadas para utilizadores do sistema Via Verde na Ponte 25 de Abril em Almada.

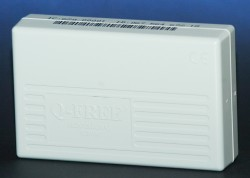
Antigo módulo identificador da Via Verde em uso em Portugal. Encontra-se normalmente colado no pára-brisas da viatura.

A Via Verde é um sistema de portagem electrónica utilizado em Portugal. Em 2012 permitia pagamentos em 18 Concessões e Subconcessões de auto-estradas nacionais, incluindo as antigas SCUTS, contabilizando mais de 2100 quilómetros de auto-estradas e pontes, 94 parques de estacionamentos e 101 postos de abastecimento da Galp Energia em todo o país.
Ao passar pela via exclusiva para utentes numa portagem, um identificador DSRC colado ao pára-brisas do veículo dialoga com uma antena presente na via e, salvo situações anómalas, a importância da portagem debita-se directamente na conta bancária do cliente. Se o identificador não for válido (ou inexistente) ou a classe do veículo (tal como é detectada pelos sensores electrónicos da via) não corresponder à classe codificada no identificador, o veículo infractor é fotografado e inicia-se a tramitação legal.
Este sistema prevê um bom fluxo de tráfego: as vias reservadas a utentes do serviço têm um limite de velocidade de 40 a 60 km/h, embora se tenha demonstrado que o sistema pode funcionar correctamente a velocidades acima de 200 km/h.
O grande êxito da Via Verde em Portugal é em muito devido à compatibilidade entre bancos dado a completa integração da sua rede bancária (rede Multibanco).
Brisa (empresa) detém 60% do capital social da Via Verde.

## Opções de subscrição
Em 2024, há três opções de subscrição da Via Verde:
- O pacote Via Verde Autoestrada custa 6,12 euros por ano ou 52 cêntimos mensais e inclui apenas o acesso ao pagamento de portagens.
- O pacote Via Verde Mobilidade custa 13,35 euros por ano ou 1,14 euros mensais e inclui aquilo a que os antigos identificadores comprados também davam acesso: portagens, estacionamento, abastecimento, carregamentos de carros elétricos, drive-thru e ferries.
- O pacote Via Verde Mobilidade Leve dá acesso aos mesmos serviços que o Via Verde Mobilidade, mas só é cobrado nos meses em que o serviço for efetivamente usado. Custa 1,43 euros em cada mês de utilização.

## História
A Via Verde é um sistema de portagem electrónica utilizado em Portugal, desde abril de 1991, criado pelo Grupo Brisa e que se estendeu a todas as portagens de auto-estradas e pontes do país desde 1995. Em 2009, a Via Verde tinha 2,3 milhões de clientes e em 2006 menos 300 mil. Em 2010 iniciou-se o pagamento de portagens em algumas SCUTS portuguesas, o que levou ao ganho de mais 300 mil clientes e no ano seguinte mais 400 mil, totalizando cerca de 700 mil novos utilizadores em dois anos, já com o efeito da introdução de portagens nas antigas SCUTS, em Outubro de 2010. O ano de 2011 foi um período de crescimento significativo para a Via Verde, que ultrapassou os três milhões de clientes.
Em 2022, as empresas da Brisa Via Verde e A-to-Be ganharam o concurso internacional de 16 milhões de euros para gerir a cobrança de portagens eletrónicas na autoestrada A24 que serve a zona de Roterdão, nos Países Baixos, na primeira internacionalização conjunta das duas empresas. O contrato prevê dois anos de implementação e cinco anos de operação, podendo ser prolongado por mais dois períodos opcionais de dois anos cada, num valor total de 16 milhões de euros. A A24 liga duas das principais autoestradas na área de Roterdão, a A15 e a A20, sendo que Roterdão tem um dos maiores portos do mundo.